# Park Ji-soo (futbolista)
Park Ji-soo (en coreano: 박지수; Mungyeong, Gyeongsang del Norte, 13 de junio de 1994) es un futbolista surcoreano. Juega de defensa y su equipo es el Wuhan Three Towns de la Superliga de China. Es internacional absoluto por la selección de Corea del Sur desde 2018.

## Trayectoria
Comenzó su carrera como sénior en el Incheon United en 2013, sin embargo no debutó. Al año siguiente se unió al F. C. Uijeongbu de la K3 League y en 2015 dio el salto a la K League 2 firmando por el Gyeongnam F. C. Rápidamente se estableció en el equipo titular, y disputó la K League 1 con el club en 2018.
El 20 de febrero de 2019 fue transferido al Guangzhou Evergrande. Formó parte del plantel que ganó el título de la Superliga ese año.
El 25 de enero de 2023 fichó por el Portimonense S. C. de Portugal. Allí estuvo medio año antes de volver en el mes de julio a China para jugar en el Wuhan Three Towns.

## Selección nacional
Formó parte de la selección olímpica de Corea del Sur que jugó en los Juegos Olímpicos de Tokio 2020.
Debutó con la selección de Corea del Sur el 20 de noviembre de 2018 ante Uzbekistán en un amistoso.

### Participaciones en Juegos Olímpicos
| JJ. OO.                        | Sede  | Resultado        |
| ------------------------------ | ----- | ---------------- |
| Juegos Olímpicos de Tokio 2020 | Japón | Cuartos de final |

## Clubes
| Club                     | País          | Año           |
| ------------------------ | ------------- | ------------- |
| Incheon United           | Corea del Sur | 2013          |
| F. C. Uijeongbu          | Corea del Sur | 2014          |
| Gyeongnam F. C.          | Corea del Sur | 2015-2018     |
| Guangzhou Evergrande     | China         | 2019-2022     |
| Suwon F. C. (cedido)     | Corea del Sur | 2021          |
| Gimcheon Sangmu (cedido) | Corea del Sur | 2021-2022     |
| Portimonense S. C.       | Portugal      | 2023          |
| Wuhan Three Towns        | China         | 2023-presente |

## Palmarés

### Títulos nacionales
| Título             | Club                 | País          | Año  |
| ------------------ | -------------------- | ------------- | ---- |
| K League 2         | Gyeongnam F. C.      | Corea del Sur | 2017 |
| Superliga de China | Guangzhou Evergrande | China         | 2019 |
| K League 2         | Gimcheon Sangmu      | Corea del Sur | 2021 |

### Títulos internacionales
| Título                                | Equipo                     | Sede  | Año  |
| ------------------------------------- | -------------------------- | ----- | ---- |
| Campeonato de Fútbol de Asia Oriental | Selección de Corea del Sur | Japón | 2019 |

### Distinciones individuales
| Distinción                                     | Año  |
| ---------------------------------------------- | ---- |
| Equipo ideal de la K League 2                  | 2017 |
| Equipo ideal de la Liga de Campeones de la AFC | 2019 |